# Roßlau (Elbe)
Roßlau (Elbe) este un oraș din landul Saxonia-Anhalt, Germania, care la data de 30 iunie 2007 a fuzionat cu orașul Dessau formând împreună districtul urban Dessau-Roßlau.